# Zodiak Kids
Banijay Kids & Family es una productora de televisión francesa mundial con sede en Neuilly-sur-Seine . La compañía fue fundada originalmente como Marathon Productions por Olivier Brémond y Pascal Breton en febrero de 1990, y Vincent Chalvon-Demersay se unió al equipo en 1999 para desarrollar la programación de animación de Marathon, junto con David Michel. La compañía fue conocida por la serie animada Totally Spies! y Martin Mystery bajo el nombre de Marathon Media.
Zodiak Media adquirió Marathon en 2008. En febrero de 2016, Zodiak Media se fusionó con Banijay Group, y Marathon se incorporó al proceso.

## Filmografía

### Animación
- The Mozart Band (1995) (coproducción con BRB Internacional y Wang Film Productions)
- Kassai and Leuk (1997)
- The Secret World of Santa Claus (1997)
- Mythic Warriors: Guardians of the Legend]] (1998–2000)
- Marsupilami (2000–2012)
- Totally Spies! (2001–2008, 2013) (coproducción con Image Entertainment Corporation)
- Mission Odyssey (2002–2003)
- Martin Mystery (2003–2006) (coproducción con Image Entertainment Corporation y Rai Fiction)
- Atomic Betty (2004–2008) (3 temporada)
- Street Football (2005–2010, 2022–presente) (coproducción con France 3, Okoo y Rai 2)
- Las increíbles aventuras de Team Galaxy (2006–2007)
- Shaun the Sheep (2007–presente) (distribución para Francia)
- Famous 5: On the Case (2008)
- Monster Buster Club (2008–2009)
- Gormiti (2008–2011)
- Detective Wolf (2008–2010) (coproducción con Boulder Media y France 3)
- The Amazing Spiez! (2009–2012) (coproducción con Image Entertainment Corporation, TF1, Teletoon, Telefilm Canada y Canal J)
- Sally Bollywood (2009–2013) (coproducción con France 3, Seven Network y 7Two)
- The Jungle Book (2010–2016)
- Rekkit Rabbit (2011–2013)
- Baskup - Tony Parker (2011)
- Redakai: Conquista el Kairu (2011–2013)
- Le Ranch (2012–2016) (Coproducción con TF1)
- Extreme Football (2014–2015) (coproducción con France 3, Gulli, Rai 2 y Canal J)
- LoliRock (2014–2017, 2025)[3]
- Zack & Quack (2014) (coproducción con Nick Jr. en Reino Unido e Irlanda)
- Get Blake! (2015) (coproducción con Nickelodeon)
- Floogals (2016–2020)
- Magiki (2017)
- Lilybuds (2018–presente)
- The Unstoppable Yellow Yeti (2022)
- Enigma
- Little Princess
- Mumfie
- The Selfish (coproducción con France 3)
- Undercover Spirit (coproducción con Studio 71)

### Programas de acción real
- Los Intrépidos (1992–1995)
- Extreme Limite (1993–1999)
- Teen's Confessions (1996)
- My Best Holidays (1996–1997)
- Sous le soleil (1996–2008)
- Léa Parker (2004–2006)
- 15/Love (2004–2006)
- LazyTown (2004–2014) (distribución en Francia)
- Dolmen (2005)
- Logo Story (2006)
- Sous le soleil de Saint-Tropez (2013–2014)
- Millie Inbetween (2014–2018)
- Mister Maker (2016)
- The Lodge (2016–2017)
- Flatmates (2019-presente)
- Sisterhood
- Summer crush
- The intrepids
- Secrets every woman is a suspected
- Dock 13
- 72 hours
- The challengers

### Documentales
- Born Wild
- Born World